# Nephrotoma flavonota
Nephrotoma flavonota là một loài ruồi trong họ Ruồi hạc (Tipulidae). Chúng phân bố ở het Palearctisch en Oriëntaals gebied.